# Live At Sturgis 2006
Live At Sturgis 2006 е концертен албум на канадската рок група Никълбек. Концертът е заснет през 2006 г. в Стърджис, Южна Дакота, по време на турнето на албума All The Right Reasons.

## Песни
1. Animals 3:06
2. Woke Up This Morning 3:50
3. Photograph 4:19
4. Because Of You 3:30
5. Far Away 3:58
6. Never Again 4:20
7. Savin' Me 3:39
8. Someday 3:27
9. Side Of A Bullet 3:00
10. How You Remind Me 3:43
11. Too Bad 3:52
12. Figured You Out 3:48